# Parlamentswahl in Oman 2019
Die Parlamentswahl in Oman 2019 fand am 27. Oktober 2019 statt. Gewählt wurden die 86 Mitglieder der Beratenden Versammlung (Schura). Es traten nur Einzelbewerber an; politische Parteien sind in Oman verboten. 
Von 713.335 Stimmberechtigten gaben 349.680 Personen (52,7 % Männer, 47,3 % Frauen) ihre Stimme ab, was einer Wahlbeteiligung von 49 % entspricht. Gewählt wurden 84 Männer und 2 Frauen.